# Шоні-Ленд (Вірджинія)
Шоні-Ленд (англ. Shawnee Land) — переписна місцевість (CDP) в США, в окрузі Фредерік штату Вірджинія. Населення — 2248 осіб (2020).

## Географія
Шоні-Ленд розташоване за координатами 39°11′46″ пн. ш. 78°20′49″ зх. д. / 39.19611° пн. ш. 78.34694° зх. д. (39.196222, -78.347081).  За даними Бюро перепису населення США в 2010 році переписна місцевість мала площу 19,15 км², з яких 19,06 км² — суходіл та 0,09 км² — водойми.

## Демографія
Згідно з переписом 2010 року, у переписній місцевості мешкали 1873 особи в 720 домогосподарствах у складі 524 родин. Густота населення становила 98 осіб/км².  Було 839 помешкань (44/км²).
Расовий склад населення:
| - 96,0 % — білих - 1,4 % — чорних або афроамериканців - 0,5 % — азіатів - 0,1 % — вихідців з тихоокеанських островів - 0,1 % — корінних американців |

До двох чи більше рас належало 1,2 %. Частка іспаномовних становила 2,1 % від усіх жителів.
За віковим діапазоном населення розподілялося таким чином: 25,0 % — особи молодші 18 років, 68,2 % — особи у віці 18—64 років, 6,8 % — особи у віці 65 років та старші. Медіана віку мешканця становила 36,1 року. На 100 осіб жіночої статі у переписній місцевості припадало 103,8 чоловіків;  на 100 жінок у віці від 18 років та старших — 101,9 чоловіків також старших 18 років.
Середній дохід на одне домашнє господарство  становив 65 011 долар США (медіана — 63 190), а середній дохід на одну сім'ю — 71 430 доларів (медіана — 64 116). За межею бідності перебувало 1,7 % осіб, у тому числі 0,0 % дітей у віці до 18 років та 0,0 % осіб у віці 65 років та старших.
Цивільне працевлаштоване населення становило 702 особи. Основні галузі зайнятості: освіта, охорона здоров'я та соціальна допомога — 17,4 %, виробництво — 16,1 %, роздрібна торгівля — 11,1 %, публічна адміністрація — 10,4 %.